# SN 1934A
SN 1934A – supernowa odkryta 11 października 1934 roku w galaktyce IC 4719. W momencie odkrycia miała maksymalną jasność 13,60m.